# Zelenodolszki járás

A Zelenodolszki járás Tatárföldön

A Zelenodolszki járás (oroszul Зеленодольский район, tatárul Зеленодол районы) Oroszország egyik járása Tatárföldön. Székhelye Zelenodolszk.

## Népesség
- 2010-ben 158 552 lakosa volt, melyből 89 069 orosz, 63 981 tatár, 1 931 csuvas, 880 mari, 547 ukrán, 154 baskír, 145 mordvin, 104 udmurt.